# Albi della Collana Almanacchi
Quello che segue è l'elenco degli albi della Collana Almanacchi ordinati per data di pubblicazione. A partire dall'aprile 2015 gli albi riportano la scritta Magazine in copertina, ma continuano la numerazione della serie.
| Indice 1993 1994 1995 1996 1997 1998 1999 2000 2001 2002 2003 2004 2005 2006 2007 2008 2009 2010 2011 2012 2013 2014 2015 2016 2017 2018 2019 2020 2021 2022 2023 2024 |

## 1993
| N. | Mese     | Albo                              | Dossier                                                                            | Titolo storia                | Testi                                 | Disegni            | Copertina              |
| -- | -------- | --------------------------------- | ---------------------------------------------------------------------------------- | ---------------------------- | ------------------------------------- | ------------------ | ---------------------- |
| 1  | luglio   | Almanacco del Giallo 1993         | Serial killers; I Ragazzi dell'87º Distretto; prima di Scotland Yard; Jim Thompson | Nick Raider - Occhio privato | Claudio Nizzi                         | Bruno Brindisi     | Bruno Ramella          |
| 2  | luglio   | Almanacco della Fantascienza 1993 | Isaac Asimov; Jeff Hawke; Guerre Stellari; Star Trek; il Cyberpunk                 | Vendetta Yakuza              | Bepi Vigna                            | Roberto De Angelis | Claudio Castellini     |
| 3  | dicembre | Almanacco del Mistero 1994        | Mysteri italiani (parte 1)                                                         | Il ritorno dei Titani        | Stefano Santarelli e Alfredo Castelli | Luigi Siniscalchi  | Giancarlo Alessandrini |
| 4  | dicembre | Almanacco dell'Avventura 1994     | Banditi di tutto il mondo e di tutte le epoche                                     | Mister No - Capitan Vendetta | Mauro Boselli                         | Fabio Civitelli    | Roberto Diso           |

## 1994
| N. | Mese      | Albo                              | Dossier | Titolo storia                   | Soggetto         | Sceneggiatura    | Disegni                                       | Copertina              |
| -- | --------- | --------------------------------- | --- | ------------------------------- | ---------------- | ---------------- | --------------------------------------------- | ---------------------- |
| 5  | gennaio   | Almanacco del West 1994           | Gli spaghetti western; gli Apaches; il Kit Carson dei fumetti                                                        | La ballata di Zeke Colter       | Claudio Nizzi    | Claudio Nizzi    | Renzo Calegari, Stefano Biglia, Luigi Copello | Claudio Villa          |
| 6  | aprile    | Almanacco della Paura 1994        | Le streghe; il Grand Guignol; i licantropi                                                                           | Risvegli                        | Tiziano Sclavi   | Tiziano Sclavi   | Ugolino Cossu                                 | Angelo Stano           |
| 6  | aprile    | Almanacco della Paura 1994        | Le streghe; il Grand Guignol; i licantropi                                                                           | C'era una volta...              | Michele Medda    | Michele Medda    | Luigi Piccatto                                | Angelo Stano           |
| 7  | maggio    | Almanacco del Giallo 1994         | Cinema nero americano; Lady killer; Spirit; Quentin Tarantino                                                        | Nick Raider - Mercanti di morte | Gino D'Antonio   | Gino D'Antonio   | Ferdinando Tacconi                            | Bruno Ramella          |
| 8  | luglio    | Almanacco della Fantascienza 1994 | La fantabiologia di Michael Crichton; Le invasioni extraterrestri al cinema; Valerian; Mutanti e mutazioni genetiche | La pietra antica                | Bepi Vigna       | Bepi Vigna       | Nicola Mari                                   | Claudio Villa          |
| 9  | settembre | Almanacco dell'Avventura 1995     | Professione reporter; Errol Flynn; Conan il Barbaro; Robert Louis Stevenson                                          | Mister No - Il re dei Papua     | Guido Nolitta    | Luigi Mignacco   | Domenico e Stefano Di Vitto                   | Roberto Diso           |
| 10 | novembre  | Almanacco del Mistero 1995        | Mysteri italiani (parte 2)                                                                                           | Scendendo                       | Alfredo Castelli | Alfredo Castelli | Giuseppe Palumbo                              | Giancarlo Alessandrini |

## 1995
| N. | Mese      | Albo                              | Dossier                                                                   | Titolo storia                 | Testi               | Disegni                                                | Copertina              |
| -- | --------- | --------------------------------- | ------------------------------------------------------------------------- | ----------------------------- | ------------------- | ------------------------------------------------------ | ---------------------- |
| 11 | gennaio   | Almanacco del West 1995           | Sam Peckinpah; le donne della frontiera; Blueberry                        | La carovana della paura       | Claudio Nizzi       | Víctor de la Fuente                                    | Claudio Villa          |
| 12 | aprile    | Almanacco della Paura 1995        | Alice Cooper; EC Comics; gli zombi                                        | L'uccisore di mostri          | Claudio Chiaverotti | Luigi Siniscalchi                                      | Angelo Stano           |
| 13 | giugno    | Almanacco del Giallo 1995         | I misteri della camera chiusa; Giorgio Scerbanenco; Rip Kirby             | Nick Raider - Gli incendiari  | Alberto Ongaro      | José Eduardo Caramuta                                  | Bruno Ramella          |
| 14 | agosto    | Almanacco della Fantascienza 1995 | Le serie "UFO", "Spazio 1999" e "Thunderbirds"; l'apocalisse; l'Eternauta | Storie di un futuro passato   | Bepi Vigna          | Andrea Artusi, Onofrio Catacchio, Ernestino Michelazzo | Claudio Villa          |
| 15 | settembre | Almanacco dell'Avventura 1996     | Gli stuntmen; Jack London; l'Uomo Mascherato                              | Mister No - Storia di un eroe | Luigi Mignacco      | Ferdinando Tacconi                                     | Roberto Diso           |
| 16 | novembre  | Almanacco del Mistero 1996        | Mysteri a testa in giù                                                    | Effetto boomerang             | Alfredo Castelli    | Giuseppe Palumbo                                       | Giancarlo Alessandrini |

## 1996
| N. | Mese     | Albo                              | Dossier                                          | Titolo storia                          | Testi                            | Disegni                        | Copertina              |
| -- | -------- | --------------------------------- | ------------------------------------------------ | -------------------------------------- | -------------------------------- | ------------------------------ | ---------------------- |
| 17 | gennaio  | Almanacco del West 1996           | John Wayne; Pony Express; Hugo Pratt             | L'uccisore di indiani                  | Claudio Nizzi                    | Andrea Venturi                 | Claudio Villa          |
| 18 | aprile   | Almanacco della Paura 1996        | Mario Bava; Clive Barker; Dino Battaglia         | Il mondo perduto                       | Luigi Mignacco                   | Montanari & Grassani           | Angelo Stano           |
| 19 | giugno   | Almanacco del Giallo 1996         | Nero Wolfe; Dick Tracy                           | Nick Raider - Nelle fogne di Manhattan | Gianfranco Manfredi              | José Eduardo Caramuta          | Bruno Ramella          |
| 20 | agosto   | Almanacco della Fantascienza 1996 | Godzilla; Barbarella; Marte                      | La giovinezza di Nathan Never          | Bepi Vigna                       | Nicola Mari                    | Claudio Villa          |
| 21 | ottobre  | Almanacco dell'Avventura 1997     | I Métis; Indiana Jones; Lo Sconosciuto di Magnus | Zagor - Sulle piste del Nord           | Mauro Boselli                    | Raffaele Della Monica          | Gallieno Ferri         |
| 22 | novembre | Almanacco del Mistero 1997        | Animalmanacco                                    | L'ossessione del reverendo Dodgson     | Alfredo Castelli e Andrea Pasini | Paolo Morales e Fabio Grimaldi | Giancarlo Alessandrini |

## 1997
| N. | Mese     | Albo                              | Dossier                                                     | Titolo storia                             | Testi               | Disegni               | Copertina              |
| -- | -------- | --------------------------------- | ----------------------------------------------------------- | ----------------------------------------- | ------------------- | --------------------- | ---------------------- |
| 23 | gennaio  | Almanacco del West 1997           | Cinema western; il Generale Custer; le armi della frontiera | Bad River                                 | Mauro Boselli       | Aldo Capitanio        | Claudio Villa          |
| 24 | aprile   | Almanacco della Paura 1997        | Stephen King; Hans Ruedi Giger; Sandman                     | Paura di vivere                           | Claudio Chiaverotti | Ugolino Cossu         | Angelo Stano           |
| 25 | giugno   | Almanacco del Giallo 1997         | Prison movies; Torpedo; Georges Simenon; The Avengers       | Nick Raider - Venerdì 13                  | Gianfranco Manfredi | José Eduardo Caramuta | Corrado Mastantuono    |
| 26 | agosto   | Almanacco della Fantascienza 1997 | Doctor Who; Philip K. Dick; Buck Rogers                     | La stagione dei dischi volanti            | Bepi Vigna          | Andrea Mutti          | Claudio Villa          |
| 27 | ottobre  | Almanacco dell'Avventura 1998     | Gli scrittori on the road; Tarzan; gli Zulu; King Kong      | Mister No - Ardenne 1945                  | Michele Masiero     | Roberto Diso          | Roberto Diso           |
| 28 | dicembre | Almanacco del Mistero 1998        | I mysteri del passato prossimo                              | Docteur Mystère e il Popolo delle Tenebre | Alfredo Castelli    | Lucio Filippucci      | Giancarlo Alessandrini |

## 1998
| N. | Mese     | Albo                              | Dossier                                                              | Titolo storia                                        | Testi            | Disegni                         | Copertina              |
| -- | -------- | --------------------------------- | -------------------------------------------------------------------- | ---------------------------------------------------- | ---------------- | ------------------------------- | ---------------------- |
| 29 | febbraio | Almanacco del West 1998           | Howard Hawks; Agenzia Pinkerton; Zane Grey; Western horror           | Glorieta Pass                                        | Mauro Boselli    | Alarico Gattia e Maurizio Dotti | Claudio Villa          |
| 30 | aprile   | Almanacco della Paura 1998        | Hammer Film; la Famiglia Addams; le case maledette; Richard Matheson | La stirpe degli immortali                            | Pasquale Ruju    | Roberto Rinaldi                 | Angelo Stano           |
| 31 | giugno   | Almanacco del Giallo 1998         | Poliziesco italiano; John Woo; Rocambole, Fantômas e Diabolik        | Nick Raider - I ragazzi venuti da Miami              | Alfredo Nogara   | José Eduardo Caramuta           | Corrado Mastantuono    |
| 32 | agosto   | Almanacco della Fantascienza 1998 | Leiji Matsumoto; Jack Arnold; Ray Bradbury; Moebius                  | Il ragazzo che scoprì l’universo                     | Bepi Vigna       | Andrea Mutti                    | Claudio Villa          |
| 33 | ottobre  | Almanacco dell'Avventura 1999     | Gli ammutinamenti più famosi; Charlton Heston; Dick Fulmine          | Zagor - La corsa sul fiume                           | Moreno Burattini | Raffaele Della Monica           | Gallieno Ferri         |
| 34 | dicembre | Almanacco del Mistero 1999        | I mysteri del West                                                   | Docteur Mystère e gli scorridori del Selvaggio Ovest | Alfredo Castelli | Lucio Filippucci                | Giancarlo Alessandrini |

## 1999
| N. | Mese     | Albo                              | Dossier                                                                        | Titolo storia                         | Testi             | Disegni                                                | Copertina              |
| -- | -------- | --------------------------------- | ------------------------------------------------------------------------------ | ------------------------------------- | ----------------- | ------------------------------------------------------ | ---------------------- |
| 35 | febbraio | Almanacco del West 1999           | Emilio Salgari; Lone Ranger; Clint Eastwood                                    | La montagna del mistero               | Claudio Nizzi     | Miguel Ángel Repetto                                   | Claudio Villa          |
| 36 | aprile   | Almanacco della Paura 1999        | Scienziati pazzi; John Carpenter; Ghost Stories                                | Sperduti nel nulla                    | Giuseppe De Nardo | Luigi Piccatto                                         | Angelo Stano           |
| 37 | giugno   | Almanacco del Giallo 1999         | Fu Manchu; Jean-Pierre Melville; Alack Sinner; Padre Brown                     | Nick Raider - Delitto su delitto      | Francesco Moretti | Eugenio Fiorentini, Fabrizio Busticchi e Luana Paesani | Corrado Mastantuono    |
| 38 | agosto   | Almanacco della Fantascienza 1999 | Viaggiatori del tempo; Robert A. Heinlein; Mazinga, Goldrake & Co.; Enki Bilal | Il testimone                          | Stefano Piani     | Onofrio Catacchio                                      | Claudio Villa          |
| 39 | ottobre  | Almanacco dell'Avventura 2000     | Il buon soldato Joe; Zorro; le sorgenti del Nilo                               | Mister No - Dreamland                 | Luigi Mignacco    | Alessandro Bignamini                                   | Roberto Diso           |
| 40 | dicembre | Almanacco del Mistero 2000        | I mysteri del 2000                                                             | Docteur Mystère e la guerra dei mondi | Alfredo Castelli  | Lucio Filippucci                                       | Giancarlo Alessandrini |

## 2000
| N. | Mese     | Albo                              | Dossier                                                                | Titolo storia                                   | Testi                              | Disegni                                                | Copertina              |
| -- | -------- | --------------------------------- | ---------------------------------------------------------------------- | ----------------------------------------------- | ---------------------------------- | ------------------------------------------------------ | ---------------------- |
| 41 | febbraio | Almanacco del West 2000           | Gli scout indiani; Randolph Scott; Louis L'Amour                       | La legge del deserto                            | Mauro Boselli                      | Alfonso Font                                           | Claudio Villa          |
| 42 | aprile   | Almanacco della Paura 2000        | Gli insetti del male; Robert Bloch; Jack Lo Squartatore; Virus il mago | Il violinista                                   | Pasquale Ruju                      | Roberto Rinaldi                                        | Angelo Stano           |
| 43 | giugno   | Almanacco del Giallo 2000         | Gangster story; Humphrey Bogart; Cornell Woolrich; Sin City            | Nick Raider - Nodo scorsoio                     | Francesco Moretti e Luigi Mignacco | Eugenio Fiorentini, Fabrizio Busticchi e Luana Paesani | Corrado Mastantuono    |
| 44 | agosto   | Almanacco della Fantascienza 2000 | Odissea nel Duemila                                                    | I pirati dello spazio                           | Bepi Vigna                         | Antonio Fara                                           | Claudio Villa          |
| 45 | ottobre  | Almanacco dell'Avventura 2001     | La legione straniera; i peplum; Asterix                                | Zagor - L'Isola dei Demoni                      | Mauro Boselli                      | Mauro Laurenti                                         | Gallieno Ferri         |
| 46 | dicembre | Almanacco del Mistero 2001        | I mysteri dell'India e del Tibet                                       | Docteur Mystère e gli orrori della Giungla Nera | Alfredo Castelli                   | Lucio Filippucci                                       | Giancarlo Alessandrini |

## 2001
| N. | Mese     | Albo                              | Dossier                                                                           | Titolo storia                  | Testi                            | Disegni                        | Copertina              |
| -- | -------- | --------------------------------- | --------------------------------------------------------------------------------- | ------------------------------ | -------------------------------- | ------------------------------ | ---------------------- |
| 47 | gennaio  | Almanacco del West 2001           | Il cinema e gli Indiani; Corman McCarthy; I piccoli sceriffi                      | Missione a Sierra Vista        | Claudio Nizzi                    | Andrea Venturi                 | Claudio Villa          |
| 48 | marzo    | Almanacco della Paura 2001        | Contagio!; Facciadicuoio, Michael Myers, Jason Vorhees e Freddy Krueger; Il Golem | Qualcuno nell'ombra            | Paola Barbato                    | Giovanni Freghieri             | Angelo Stano           |
| 49 | maggio   | Almanacco del Giallo 2001         | Agatha Christie; il poliziesco all'italiana; Vidocq; Batman                       | Nick Raider - Tracce di sangue | Gino D'Antonio                   | Sergio Toppi                   | Corrado Mastantuono    |
| 50 | luglio   | Almanacco della Fantascienza 2001 | Il Signore degli Anelli; Rapiti dagli UFO; X-Men; Karel Thole                     | Fuga dal Pianeta Rosso         | Michele Medda                    | Onofrio Catacchio              | Claudio Villa          |
| 51 | ottobre  | Almanacco dell'Avventura 2002     | I cacciatori di balene; Michael Curtiz; Cino e Franco                             | Zagor - Zanne insaguinate      | Moreno Burattini                 | Alessandro Chiarolla           | Gallieno Ferri         |
| 52 | dicembre | Almanacco del Mistero 2002        | Cose dell'altro mondo                                                             | Mister Jinx ritorna!           | Alfredo Castelli e Paolo Morales | Paolo Morales e Fabio Grimaldi | Giancarlo Alessandrini |

## 2002
| N. | Mese     | Albo                              | Dossier                                                                     | Titolo storia                     | Testi            | Disegni              | Copertina              |
| -- | -------- | --------------------------------- | --------------------------------------------------------------------------- | --------------------------------- | ---------------- | -------------------- | ---------------------- |
| 53 | gennaio  | Almanacco del West 2002           | I western all'italiana; Patrioti e Giubbe Rosse; James Stewart              | L'ultimo squadrone                | Claudio Nizzi    | Miguel Ángel Repetto | Claudio Villa          |
| 54 | marzo    | Almanacco della Paura 2002        | Edgar Allan Poe; I cannibali; Algernon Blackwood; Alberto Breccia           | Il grande Marinelli               | Robin Wood       | Luigi Piccatto       | Angelo Stano           |
| 55 | giugno   | Almanacco del Giallo 2002         | Sbirri violenti; i detective del passato; le inchieste di Topolino; i Lupin | Nick Raider - Una morte di troppo | Stefano Piani    | Renato Polese        | Corrado Mastantuono    |
| 56 | agosto   | Almanacco della Fantascienza 2002 | I pianeti impossibili; i fanta-pionieri di Cinecittà; Conan Doyle; Dan Dare | Trappola al 30º piano             | Bepi Vigna       | Dante Bastianoni     | Claudio Villa          |
| 57 | ottobre  | Almanacco dell'Avventura 2003     | James Bond e altri agenti segreti; Charles Lindbergh e Amelia Earhart       | Zagor - Lo Sciamano Bianco        | Moreno Burattini | Marco Verni          | Gallieno Ferri         |
| 58 | dicembre | Almanacco del Mistero 2003        | Mysteri di Francia                                                          | Quarant'anni dopo                 | Alfredo Castelli | Luisa Zancanella     | Giancarlo Alessandrini |

## 2003
| N. | Mese      | Albo                              | Dossier                                                                            | Titolo storia                                       | Testi            | Disegni                                | Copertina              |
| -- | --------- | --------------------------------- | ---------------------------------------------------------------------------------- | --------------------------------------------------- | ---------------- | -------------------------------------- | ---------------------- |
| 59 | gennaio   | Almanacco del West 2003           | Gary Cooper; Buffalo Soldiers; Pecos Bill                                          | Eroe per caso                                       | Mauro Boselli    | Stefano Andreucci                      | Claudio Villa          |
| 60 | marzo     | Almanacco della Paura 2003        | Lo zoo del terrore; Joe R. Lansdale; Sam Raimi; cartoline dall'inferno             | Il dittatore                                        | Pasquale Ruju    | Domingo Mandrafina                     | Angelo Stano           |
| 61 | maggio    | Almanacco del Giallo 2003         | Alfred Hitchcock; Dashiell Hammett; Marvin, Toby Peters e i detective di Hollywood | Nick Raider - La prova del fuoco                    | Gino D'Antonio   | Ferdinando Tacconi e Luigi Siniscalchi | Corrado Mastantuono    |
| 62 | luglio    | Almanacco della Fantascienza 2003 | Mondi in miniatura; Fritz Leiber; Spock; fluidi mortali                            | La Creatura                                         | Michele Medda    | Onofrio Catacchio                      | Roberto De Angelis     |
| 63 | settembre | Almanacco dell'Avventura 2004     | War movies; Lawrence D'Arabia; Terry e i Pirati                                    | Zagor - Il Puma Sacro                               | Alessandro Russo | Cesare Colombi                         | Gallieno Ferri         |
| 64 | dicembre  | Almanacco del Mistero 2004        | Mysteri di Germania                                                                | Docteur Mystère e gli orrori del castello maledetto | Alfredo Castelli | Lucio Filippucci                       | Giancarlo Alessandrini |

## 2004
| N. | Mese      | Albo                              | Dossier                                                                | Titolo storia                        | Soggetto                           | Sceneggiatura                      | Disegni        | Copertina              |
| -- | --------- | --------------------------------- | ---------------------------------------------------------------------- | ------------------------------------ | ---------------------------------- | ---------------------------------- | -------------- | ---------------------- |
| 65 | gennaio   | Almanacco del West 2004           | Rivermen; gli esploratori della frontiera; Gregory Peck                | Nella terra dei Klamath              | Pasquale Ruju                      | Pasquale Ruju                      | Roberto Diso   | Claudio Villa          |
| 66 | marzo     | Almanacco della Paura 2004        | Le dame in nero; le mummie; Wes Craven; Frankenstein                   | Le notti di Halloween                | Giancarlo Marzano                  | Giancarlo Marzano                  | Corrado Roi    | Angelo Stano           |
| 67 | maggio    | Almanacco del Giallo 2004         | Le gang di New York; Vittorio Giardino; Jean-Claude Izzo; Carlo Jacono | Nick Raider - Morte di un poliziotto | Stefano Piani                      | Stefano Piani                      | Renato Polese  | Corrado Mastantuono    |
| 68 | luglio    | Almanacco della Fantascienza 2004 | Letteratura fantasy; fumetti del dopo-catastrofe; Nicolas Eymerich     | Sangue innocente                     | Stefano Piani                      | Stefano Piani                      | Gigi Simeoni   | Roberto De Angelis     |
| 69 | settembre | Almanacco dell'Avventura 2005     | I pirati della fantasia; il Barone Rosso; Bud Spencer & Terence Hill   | Zagor - L'uomo venuto dalla pioggia  | Salvatore Cuna                     | Diego Cajelli e Maurizio Colombo   | Michele Rubini | Gallieno Ferri         |
| 70 | dicembre  | Almanacco del Mistero 2005        | Mysteri inglesi                                                        | Il segreto di Robin Hood             | Alfredo Castelli e Federico Memola | Alfredo Castelli e Federico Memola | Sergio Giardo  | Giancarlo Alessandrini |

## 2005
| N. | Mese      | Albo                              | Dossier                                                                                         | Titolo storia                     | Soggetto          | Sceneggiatura                        | Disegni                                           | Copertina              |
| -- | --------- | --------------------------------- | ----------------------------------------------------------------------------------------------- | --------------------------------- | ----------------- | ------------------------------------ | ------------------------------------------------- | ---------------------- |
| 71 | gennaio   | Almanacco del West 2005           | Max Brand; Dyno e Vartàn; Charles Bronson                                                       | Il fuggitivo                      | Claudio Nizzi     | Claudio Nizzi                        | Rossano Rossi e Fabio Civitelli                   | Claudio Villa          |
| 72 | marzo     | Almanacco della Paura 2005        | La mente che uccide; Joseph Sheridan Le Fanu; Roger Corman                                      | La strada per Babenco             | Fabrizio Accatino | Fabrizio Accatino                    | Nicola Mari                                       | Angelo Stano           |
| 73 | maggio    | Almanacco del Giallo 2005         | Le investigatrici del cinema e della letteratura; i thriller con Audrey Hepburn; minacce feline | Julia - Il mio primo caso         | Giancarlo Berardi | Giancarlo Berardi e Maurizio Mantero | Laura Zuccheri                                    | Laura Zuccheri         |
| 74 | luglio    | Almanacco della Fantascienza 2005 | Alfred Van Vogt; Gundam; i film "mostro contro mostro"; George Lucas e Star Wars                | Il mondo di Nancy                 | Bepi Vigna        | Bepi Vigna                           | Romeo Toffanetti                                  | Roberto De Angelis     |
| 75 | settembre | Almanacco dell'Avventura 2006     | David Lean; i Barbari; Horatio Hornblower; Jack Aubrey                                          | Zagor - Il tesoro di Digging Bill | Luigi Mignacco    | Luigi Mignacco                       | Paolo Bisi                                        | Gallieno Ferri         |
| 76 | dicembre  | Almanacco del Mistero 2006        | Mysteri africani                                                                                | Il demone della giungla           | Paolo Morales     | Paolo Morales                        | Paolo Morales, Davide De Cubellis, Fabio Grimaldi | Giancarlo Alessandrini |

## 2006
| N. | Mese      | Albo                              | Dossier                                                                                          | Titolo storia                           | Soggetto          | Sceneggiatura                     | Disegni              | Copertina              |
| -- | --------- | --------------------------------- | ------------------------------------------------------------------------------------------------ | --------------------------------------- | ----------------- | --------------------------------- | -------------------- | ---------------------- |
| 77 | gennaio   | Almanacco del West 2006           | John Ford                                                                                        | Mescalero Station                       | Claudio Nizzi     | Claudio Nizzi                     | José Ortiz           | Claudio Villa          |
| 78 | marzo     | Almanacco della Paura 2006        | Terrore dal Sol Levante; i licantropi; Pupi Avati                                                | Il vivaio                               | Pasquale Ruju     | Pasquale Ruju                     | Giovanni Freghieri   | Angelo Stano           |
| 79 | maggio    | Almanacco del Giallo 2006         | Vecchiette terribili; James Cagney; Bonnie e Clyde; criminali e poliziotti nell'America anni '30 | Julia - Il caso della polvere di stelle | Giancarlo Berardi | Giancarlo Berardi e Lorenzo Calza | Claudio Piccoli      | Laura Zuccheri         |
| 80 | luglio    | Almanacco della Fantascienza 2006 | Jules Verne; la guerra dei mondi; Fredric Brown; il mistero degli extraterrestri                 | Omicidi in rete                         | Bepi Vigna        | Bepi Vigna                        | Gino Vercelli        | Roberto De Angelis     |
| 81 | settembre | Almanacco dell'Avventura 2007     | Samuel Fuller; Milton Caniff; Henry Rider Haggard                                                | Zagor - La lettera insanguinata         | Diego Cajelli     | Diego Cajelli                     | Alessandro Chiarolla | Gallieno Ferri         |
| 82 | dicembre  | Almanacco del Mistero 2007        | Harry Potter; Erich von Däniken; animali fantastici; i Marziani                                  | La donna che cadde sulla Terra          | Carlo Recagno     | Carlo Recagno                     | Rodolfo Torti        | Giancarlo Alessandrini |

## 2007
| N. | Mese      | Albo                              | Dossier                                                              | Titolo storia                       | Soggetto          | Sceneggiatura                        | Disegni                              | Copertina              |
| -- | --------- | --------------------------------- | -------------------------------------------------------------------- | ----------------------------------- | ----------------- | ------------------------------------ | ------------------------------------ | ---------------------- |
| 83 | gennaio   | Almanacco del West 2007           | Glenn Ford; Mino Milani; Frank Gruber                                | Polizia apache                      | Mauro Boselli     | Mauro Boselli                        | Ernesto García Seijas                | Claudio Villa          |
| 84 | marzo     | Almanacco della Paura 2007        | David Cronenberg; orrori marini; Mister Hyde e colleghi              | Il capolinea                        | Giancarlo Marzano | Giancarlo Marzano                    | Giampiero Casertano                  | Angelo Stano           |
| 85 | maggio    | Almanacco del Giallo 2007         | Il Padrino; CSI; Mickey Spillane                                     | Julia - Il caso del principe rapito | Giancarlo Berardi | Giancarlo Berardi e Maurizio Mantero | Laura Zuccheri                       | Laura Zuccheri         |
| 86 | luglio    | Almanacco della Fantascienza 2007 | Philip José Farmer; Superman; astronavi pittoresche                  | Luna 51                             | Bepi Vigna        | Bepi Vigna                           | Patrizia Mandanici e Silvia Corbetta | Roberto De Angelis     |
| 87 | settembre | Almanacco dell'Avventura 2008     | La vendetta nella letteratura; eroi e miti del ring; Rudyard Kipling | Zagor - Uomini nella Tempesta       | Jacopo Rauch      | Jacopo Rauch                         | Roberto D'Arcangelo                  | Gallieno Ferri         |
| 88 | dicembre  | Almanacco del Mistero 2008        | Blake e Mortimer; l'El Dorado; le ucronie                            | L'uomo che non poteva morire        | Alfredo Castelli  | Alfredo Castelli                     | Giovanni Romanini                    | Giancarlo Alessandrini |

## 2008
| N. | Mese      | Albo                              | Dossier                                                                                       | Titolo storia                             | Soggetto                         | Sceneggiatura                     | Disegni              | Copertina              |
| -- | --------- | --------------------------------- | --------------------------------------------------------------------------------------------- | ----------------------------------------- | -------------------------------- | --------------------------------- | -------------------- | ---------------------- |
| 89 | gennaio   | Almanacco del West 2008           | Robert Aldrich; Jesse James; Robin Hood; le scrittrici di Frontiera                           | La palude nera                            | Pasquale Ruju                    | Pasquale Ruju                     | Franco Devescovi     | Claudio Villa          |
| 90 | marzo     | Almanacco della Paura 2008        | I Super-Cattivi; Dario Argento; brividi televisivi                                            | Appuntamento con il destino               | Luigi Mignacco                   | Luigi Mignacco                    | Giovanni Freghieri   | Angelo Stano           |
| 91 | maggio    | Almanacco del Giallo 2008         | Brian De Palma; detective extralarge; assassini al telefono                                   | Julia - Il caso della carpa e del dragone | Giancarlo Berardi                | Giancarlo Berardi e Lorenzo Calza | Roberto Zaghi        | Laura Zuccheri         |
| 92 | luglio    | Almanacco della Fantascienza 2008 | Metropoli immaginarie; Arthur C. Clarke; Transformers, Power Rangers e altri "eroi per gioco" | Il traditore                              | Bepi Vigna                       | Bepi Vigna                        | Romeo Toffanetti     | Roberto De Angelis     |
| 93 | settembre | Almanacco dell'Avventura 2009     | I cacciatori di tesori; Wilbur Smith; D'Artagnan e i Tre Moschettieri                         | Zagor - Il mostro della luna nera         | Luigi Mignacco                   | Luigi Mignacco                    | Alessandro Chiarolla | Gallieno Ferri         |
| 94 | dicembre  | Almanacco del Mistero 2009        | Eroi reinventati; Bernard Quatermass; Edgar Rice Burroughs                                    | I segreti di Wold Newton                  | Alfredo Castelli e Carlo Recagno | Carlo Recagno                     | Franco Devescovi     | Giancarlo Alessandrini |

## 2009
| N.  | Mese      | Albo                              | Dossier                                                                         | Titolo storia                        | Soggetto          | Sceneggiatura                        | Disegni                           | Copertina              |
| --- | --------- | --------------------------------- | ------------------------------------------------------------------------------- | ------------------------------------ | ----------------- | ------------------------------------ | --------------------------------- | ---------------------- |
| 95  | gennaio   | Almanacco del West 2009           | Samurai-western; Wyatt Earp; Borden Chase                                       | Capitan Blanco                       | Claudio Nizzi     | Claudio Nizzi                        | Manfred Sommer e Leomacs          | Claudio Villa          |
| 96  | marzo     | Almanacco della Paura 2009        | Tim Burton; Van Helsing, Solomon Kane e altri uccisori di mostri; donne vampiro | I Conigli Rosa colpiscono ancora     | Luigi Mignacco    | Luigi Mignacco                       | Luigi Piccatto e Giorgio Sommacal | Angelo Stano           |
| 97  | maggio    | Almanacco del Giallo 2009         | James Ellroy; Jules Dassin; giornalisti detective                               | Julia - Il caso della luna nel pozzo | Giancarlo Berardi | Giancarlo Berardi e Maurizio Mantero | Steve Boraley                     | Laura Zuccheri         |
| 98  | luglio    | Almanacco della Fantascienza 2009 | Imperi spaziali; Ray Harryhausen; Alien                                         | Il grande buio                       | Stefano Piani     | Stefano Piani                        | Paolo Di Clemente                 | Roberto De Angelis     |
| 99  | settembre | Almanacco dell'Avventura 2010     | Joseph Conrad; esploratori spariti nel nulla; film sulle arti marziali          | Zagor - Nessuna pietà per Coleman    | Diego Cajelli     | Diego Cajelli                        | Roberto D'Arcangelo               | Gallieno Ferri         |
| 100 | dicembre  | Almanacco del Mistero 2010        | Isole mysteriose; Abraham Merritt; X-Files                                      | L'isola senza tempo                  | Alfredo Castelli  | Alfredo Castelli                     | Giovanni Romanini                 | Giancarlo Alessandrini |

## 2010
| N.  | Mese      | Albo                              | Dossier                                                                           | Titolo storia                     | Soggetto          | Sceneggiatura                     | Disegni                             | Copertina              |
| --- | --------- | --------------------------------- | --------------------------------------------------------------------------------- | --------------------------------- | ----------------- | --------------------------------- | ----------------------------------- | ---------------------- |
| 101 | gennaio   | Almanacco del West 2010           | Shane, Il cavaliere della valle solitaria; il massacro di Sand Creek; Walter Hill | La banda dei messicani            | Claudio Nizzi     | Claudio Nizzi                     | Fernando Fusco                      | Claudio Villa          |
| 102 | marzo     | Almanacco della Paura 2010        | Lucio Fulci; il Babau; Ambrose Bierce                                             | Trappola di vetro                 | Giovanni Gualdoni | Giovanni Gualdoni                 | Luigi Piccatto                      | Angelo Stano           |
| 103 | maggio    | Almanacco del Giallo 2010         | Delitti coniugali; grandi rapine cinematografiche; Legal Thriller                 | Julia - Il caso di Magnolia Drive | Giancarlo Berardi | Giancarlo Berardi e Lorenzo Calza | Claudio Piccoli                     | Laura Zuccheri         |
| 104 | luglio    | Almanacco della Fantascienza 2010 | Esploratori dello spazio; J. G. Ballard; risvegliatisi in un altro tempo          | La rivolta dei robot              | Bepi Vigna        | Bepi Vigna                        | Paolo Di Clemente                   | Roberto De Angelis     |
| 105 | settembre | Almanacco dell'Avventura 2011     | John Milius; eroi della velocità; ragazze volanti                                 | Zagor - Il dottor Knox            | Mirko Perniola    | Mirko Perniola                    | Alessandro Chiarolla                | Gallieno Ferri         |
| 106 | dicembre  | Almanacco del Mistero 2011        | Emilio Salgari; C. S. Lewis; l'Uomo Invisibile                                    | Il leone del Transvaal            | Alfredo Castelli  | Alfredo Castelli                  | Alfredo Orlandi e Roberto Cardinale | Giancarlo Alessandrini |

## 2011
| N.  | Mese      | Albo                              | Dossier                                                             | Titolo storia                          | Soggetto                               | Sceneggiatura                          | Disegni                              | Copertina              |
| --- | --------- | --------------------------------- | ------------------------------------------------------------------- | -------------------------------------- | -------------------------------------- | -------------------------------------- | ------------------------------------ | ---------------------- |
| 107 | gennaio   | Almanacco del West 2011           | Tortilla Western; Wild Bill Hickok; umoristi della Frontiera        | La città del Male                      | Mauro Boselli                          | Mauro Boselli                          | Giacomo Danubio                      | Claudio Villa          |
| 108 | marzo     | Almanacco della Paura 2011        | Il lato oscuro delle favole; Franz Kafka; l'Inferno cinematografico | La convocazione                        | Giovanni Gualdoni                      | Giovanni Gualdoni                      | Ugolino Cossu                        | Angelo Stano           |
| 109 | maggio    | Almanacco del Giallo 2011         | Claude Chabrol; i Senza-memoria; Chester Himes                      | Julia - Il caso dei graffiti scomparsi | Giancarlo Berardi                      | Giancarlo Berardi e Maurizio Mantero   | Luigi Pittaluga e Federico Antinori  | Laura Zuccheri         |
| 110 | luglio    | Almanacco della Fantascienza 2011 | George Pal; Kurt Vonnegut; gli Uomini-Bestia                        | Zanne d'acciaio                        | Davide Rigamonti                       | Davide Rigamonti                       | Giuseppe Barbati e Luca Casalanguida | Roberto De Angelis     |
| 111 | settembre | Almanacco dell'Avventura 2012     | L'Uomo Mascherato; Rafael Sabatini; Heinrich Schliemann             | Zagor - Il vascello fantasma           | Jacopo Rauch                           | Jacopo Rauch                           | Oliviero Gramaccioni                 | Gallieno Ferri         |
| 112 | dicembre  | Almanacco del Mistero 2012        | Fantômas; Tomás de Torquemada; Dino Buzzati                         | L'ombra di Fantômas                    | Alfredo Castelli e Jean-Marc Lofficier | Alfredo Castelli e Jean-Marc Lofficier | Dante Spada                          | Giancarlo Alessandrini |

## 2012
| N.  | Mese      | Albo                              | Dossier                                                                         | Titolo storia                       | Soggetto                        | Sceneggiatura                     | Disegni                           | Copertina              |
| --- | --------- | --------------------------------- | ------------------------------------------------------------------------------- | ----------------------------------- | ------------------------------- | --------------------------------- | --------------------------------- | ---------------------- |
| 113 | gennaio   | Almanacco del West 2012           | Budd Boetticher; Geronimo; Gordon D. Shirreffs                                  | Il ciarlatano                       | Tito Faraci                     | Tito Faraci                       | Giacomo Danubio                   | Claudio Villa          |
| 114 | marzo     | Almanacco della Paura 2012        | I nuovi maestri del cinema dell'orrore; i Freak; Anne Rice                      | L'eliminazione                      | Roberto Recchioni e Mauro Uzzeo | Giovanni Gualdoni                 | Bruno Brindisi                    | Angelo Stano           |
| 115 | maggio    | Almanacco del Giallo 2012         | Shaft e gli altri eroi del cinema "All Black"; Petra Delicado; Mata Hari        | Julia - Il caso della tragicommedia | Giancarlo Berardi               | Giancarlo Berardi e Lorenzo Calza | Thomas Campi, Enio, Steve Boraley | Marco Soldi            |
| 116 | luglio    | Almanacco della Fantascienza 2012 | Il Pianeta delle Scimmie; Georges Méliès; cyborg, replicanti e altri post-umani | La legge dei raminghi               | Mirko Perniola                  | Mirko Perniola                    | Mario Rossi                       | Roberto De Angelis     |
| 117 | settembre | Almanacco dell'Avventura 2013     | Sergio Bonelli                                                                  | Mister No - Il re del Sertão        | Guido Nolitta                   | Guido Nolitta                     | Roberto Diso                      | Claudio Villa          |
| 118 | novembre  | Almanacco del Mistero 2013        | Il mondo di Oz; gli esploratori dei sogni; Alejandro Jodorowsky                 | I cavalieri di Oz                   | Alfredo Castelli                | Alfredo Castelli                  | Alfredo Orlandi                   | Giancarlo Alessandrini |

## 2013
| N.  | Mese      | Albo                              | Dossier                                                               | Titolo storia                    | Soggetto          | Sceneggiatura                        | Disegni                | Copertina                                |
| --- | --------- | --------------------------------- | --------------------------------------------------------------------- | -------------------------------- | ----------------- | ------------------------------------ | ---------------------- | ---------------------------------------- |
| 119 | gennaio   | Almanacco del West 2013           | John Sturges; Rin Tin Tin; Ciuffetto Rosso                            | La pista dei fuorilegge          | Mauro Boselli     | Mauro Boselli                        | Carlos Gómez           | Claudio Villa                            |
| 120 | marzo     | Almanacco della Paura 2013        | Storie maledette; Neil Gaiman; pellicole antologiche                  | La cara mamma                    | Giancarlo Marzano | Giancarlo Marzano                    | Giovanni Freghieri     | Angelo Stano                             |
| 121 | maggio    | Almanacco del Giallo 2013         | I "cloni" di James Bond; Ken Follett; la cucina del delitto           | Julia - Il caso del bus fantasma | Giancarlo Berardi | Giancarlo Berardi e Maurizio Mantero | Giuseppe Candita       | Marco Soldi                              |
| 122 | luglio    | Almanacco della Fantascienza 2013 | L'apocalisse cinematografica; Urania; Aldilà futuribili               | La confraternita                 | Davide Rigamonti  | Davide Rigamonti                     | Gièz                   | Roberto De Angelis                       |
| 123 | settembre | Almanacco dell'Avventura 2014     | Decio Canzio e Sergio Toppi                                           | L'uomo del Nilo                  | Decio Canzio      | Decio Canzio                         | Sergio Toppi           | Sergio Toppi                             |
| 123 | settembre | Almanacco dell'Avventura 2014     | Decio Canzio e Sergio Toppi                                           | L'uomo del Messico               | Decio Canzio      | Decio Canzio                         | Sergio Toppi           | Sergio Toppi                             |
| 123 | settembre | Almanacco dell'Avventura 2014     | Decio Canzio e Sergio Toppi                                           | L'uomo delle Paludi              | Sergio Toppi      | Sergio Toppi                         | Sergio Toppi           | Sergio Toppi                             |
| 124 | novembre  | Almanacco del Mistero 2014        | George R. R. Martin; gli eroi dei pulp magazine; le terre immaginarie | L'impero sottomarino             | Alfredo Castelli  | Alfredo Castelli                     | Giancarlo Alessandrini | Giancarlo Alessandrini e Aldo Di Gennaro |

## 2014
| N.  | Mese     | Albo                              | Dossier | Titolo storia                        | Soggetto           | Sceneggiatura                     | Disegni                              | Copertina                                 |
| --- | -------- | --------------------------------- | --- | ------------------------------------ | ------------------ | --------------------------------- | ------------------------------------ | ----------------------------------------- |
| 125 | gennaio  | Almanacco del West 2014           | Giuliano Gemma; Toro Seduto; un cavallo per amico                                                                   | I rapitori                           | Tito Faraci        | Tito Faraci                       | Orestes Suárez                       | Claudio Villa                             |
| 126 | marzo    | Almanacco della Paura 2014        | Cine-thriller italiano; storie di esorcisti & posseduti; Chelsea Quinn Yarbro; Laurell K. Hamilton; Stephenie Meyer | Il Principe d'inverno                | Alessandro Bilotta | Alessandro Bilotta                | Sergio Gerasi                        | Angelo Stano                              |
| 127 | maggio   | Almanacco del Giallo 2014         | Diabolik e i giornaletti "neri"; Elmore Leonard; Nicolas Winding Refn                                               | Julia - Il caso dell'amico ritrovato | Giancarlo Berardi  | Giancarlo Berardi e Lorenzo Calza | Cristiano Spadoni e Matteo Giurlanda | Marco Soldi                               |
| 128 | luglio   | Almanacco della Fantascienza 2014 | Andy & Lana Wachowski; Alan Moore; dittature del futuro                                                             | No gravity art                       | Andrea Artusi      | Andrea Artusi                     | Andrea Artusi e Carlo Velardi        | Roberto De Angelis                        |
| 129 | ottobre  | Almanacco dell'Avventura 2015     | Gino D'Antonio | L'uomo dello Zululand                | Gino D'Antonio     | Gino D'Antonio                    | Gino D'Antonio                       | Gino D'Antonio                            |
| 129 | ottobre  | Almanacco dell'Avventura 2015     | Gino D'Antonio | L'uomo di Iwo Jima                   | Gino D'Antonio     | Gino D'Antonio                    | Gino D'Antonio                       | Gino D'Antonio                            |
| 129 | ottobre  | Almanacco dell'Avventura 2015     | Gino D'Antonio | L'uomo della Frontiera               | Gino D'Antonio     | Gino D'Antonio                    | Gino D'Antonio                       | Gino D'Antonio                            |
| 130 | novembre | Almanacco del Mistero 2015        | Riviste fanta-pulp; Terry Brooks; divinità aliene                                                                   | Saturno contro la terra              | Alfredo Castelli   | Alfredo Castelli                  | Giancarlo Alessandrini               | Giancarlo Alessandrini e Lucio Filippucci |

## 2015
| N.  | Mese      | Albo                       | Dossier                                                                                   | Titolo storia                | Testi                                                            | Disegni | Copertina           |
| --- | --------- | -------------------------- | ----------------------------------------------------------------------------------------- | ---------------------------- | ---------------------------------------------------------------- | --- | ------------------- |
| 131 | gennaio   | Almanacco del West 2015    | Sergio Corbucci; scrittori indiani; Zorro, El Coyote e i giustizieri mascherati           | Scure Nera                   | Pasquale Ruju                                                    | Sandro Scascitelli | Claudio Villa       |
| 132 | marzo     | Dylan Dog Magazine 2015    | Piccoli paesi horror; il genere gotico; come sopravvivere in un film horror               | Nuovo Cinema Wickedford      | Davide Barzi                                                     | Bruno Brindisi | Bruno Brindisi      |
| 132 | marzo     | Dylan Dog Magazine 2015    | Piccoli paesi horror; il genere gotico; come sopravvivere in un film horror               | Il saldo                     | Giovanni Gualdoni                                                | Fabrizio De Tommaso | Bruno Brindisi      |
| 133 | maggio    | Avventura Magazine         | Attilio Micheluzzi                                                                        | L'uomo del Tanganyka         | Attilio Micheluzzi                                               | Attilio Micheluzzi | Attilio Micheluzzi  |
| 133 | maggio    | Avventura Magazine         | Attilio Micheluzzi                                                                        | L'uomo del Khyber            | Attilio Micheluzzi                                               | Attilio Micheluzzi | Attilio Micheluzzi  |
| 133 | maggio    | Avventura Magazine         | Attilio Micheluzzi                                                                        | Rosso Stenton - Shanghai     | Attilio Micheluzzi                                               | Attilio Micheluzzi | Attilio Micheluzzi  |
| 133 | maggio    | Avventura Magazine         | Attilio Micheluzzi                                                                        | Air Mail                     | Attilio Micheluzzi                                               | Attilio Micheluzzi | Attilio Micheluzzi  |
| 134 | luglio    | Nathan Never Magazine 2015 | Minacce del sottosuolo; combattere e morire in TV; Cyberpunk; guerre terrestri e stellari | Lone Star                    | Giovanni Gualdoni                                                | Dante Bastianoni | Giancarlo Olivares  |
| 134 | luglio    | Nathan Never Magazine 2015 | Minacce del sottosuolo; combattere e morire in TV; Cyberpunk; guerre terrestri e stellari | La danza delle luci blu      | Michele Medda                                                    | Nicola Mari | Giancarlo Olivares  |
| 134 | luglio    | Nathan Never Magazine 2015 | Minacce del sottosuolo; combattere e morire in TV; Cyberpunk; guerre terrestri e stellari | La sfida                     | Bepi Vigna                                                       | Germano Bonazzi | Giancarlo Olivares  |
| 134 | luglio    | Nathan Never Magazine 2015 | Minacce del sottosuolo; combattere e morire in TV; Cyberpunk; guerre terrestri e stellari | Colonie                      | Michele Medda                                                    | Nicola Mari | Giancarlo Olivares  |
| 135 | settembre | Avventura Magazine         | Mister No                                                                                 | Come un Romanzo              | Guido Nolitta, Michele Masiero, Luigi Mignacco, Maurizio Colombo | Roberto Diso, Giovanni Bruzzo, Orestes Suárez, Fabio Valdambrini, Franco Bignotti, Domenico e Stefano Di Vitto, Aldo Di Gennaro | Roberto Diso        |
| 136 | novembre  | Dragonero Magazine 2015    | "Chi trova un drago trova un tesoro"; Peter Pan; Licia Troisi                             | Oltre i confini dell'Erondár | Stefano Vietti                                                   | Manolo Morrone, Gianluca Gugliotta, Emanuele Gizzi, Fabrizio Galliccia, Fabio Babich                                            | Gianluca Pagliarani |
| 136 | novembre  | Dragonero Magazine 2015    | "Chi trova un drago trova un tesoro"; Peter Pan; Licia Troisi                             | L'occhio senza palpebre      | Alfredo Castelli                                                 | Roberto Diso | Gianluca Pagliarani |

## 2016
| N.  | Mese      | Albo                       | Dossier                                                                                      | Titolo storia                                                     | Testi                                      | Disegni                    | Copertina           |
| --- | --------- | -------------------------- | -------------------------------------------------------------------------------------------- | ----------------------------------------------------------------- | ------------------------------------------ | -------------------------- | ------------------- |
| 137 | gennaio   | Tex Magazine 2016          | Il West in tutte le sue forme; i grandi duelli del cinema; Kit Carson                        | Artigli!                                                          | Pasquale Ruju                              | Emanuele Barison           | Claudio Villa       |
| 137 | gennaio   | Tex Magazine 2016          | Il West in tutte le sue forme; i grandi duelli del cinema; Kit Carson                        | Maria Pilar                                                       | Mauro Boselli                              | Alessandro Bocci           | Claudio Villa       |
| 138 | marzo     | Dylan Dog Magazine 2016    | Guillermo del Toro; l'Inferno in famiglia; gli zombi in TV                                   | Il mostruoso banchetto                                            | Alberto Ostini                             | Paolo Bacilieri            | Bruno Brindisi      |
| 138 | marzo     | Dylan Dog Magazine 2016    | Guillermo del Toro; l'Inferno in famiglia; gli zombi in TV                                   | Ricordi di un'estate                                              | Alberto Ostini                             | Luca Genovese              | Bruno Brindisi      |
| 139 | maggio    | Avventura Magazine         | Il Comandante Mark                                                                           | Il Comandante Mark                                                | EsseGesse                                  | EsseGesse                  | EsseGesse           |
| 139 | maggio    | Avventura Magazine         | Il Comandante Mark                                                                           | La storia di Mark                                                 | EsseGesse                                  | EsseGesse                  | EsseGesse           |
| 140 | luglio    | Nathan Never Magazine 2016 | L'Apocalisse; Wild West; giovani ribelli; gangster style                                     | Il numero cento                                                   | Bepi Vigna                                 | Roberto De Angelis         | Roberto De Angelis  |
| 140 | luglio    | Nathan Never Magazine 2016 | L'Apocalisse; Wild West; giovani ribelli; gangster style                                     | Mister No e Nathan Never - Il mondo futuro... Il futuro del mondo | Guido Nolitta, Luigi Mignacco e Bepi Vigna | Roberto Diso e Nicola Mari | Roberto De Angelis  |
| 140 | luglio    | Nathan Never Magazine 2016 | L'Apocalisse; Wild West; giovani ribelli; gangster style                                     | Guerra alla Yakuza                                                | Michele Medda, Antonio Serra e Bepi Vigna  | Roberto De Angelis         | Roberto De Angelis  |
| 140 | luglio    | Nathan Never Magazine 2016 | L'Apocalisse; Wild West; giovani ribelli; gangster style                                     | Terra                                                             | Bepi Vigna                                 | Andrea Cascioli            | Roberto De Angelis  |
| 141 | settembre | Dragonero Magazine 2016    | L'universo in un tiro di dadi; la rosa, la pulce e altre meraviglie da Cinecittà; Roald Dahl | Il Palio delle Tre Contrade                                       | Stefano Vietti                             | Antonio Sarchione          | Gianluca Pagliarani |
| 141 | settembre | Dragonero Magazine 2016    | L'universo in un tiro di dadi; la rosa, la pulce e altre meraviglie da Cinecittà; Roald Dahl | La cottura dello Smardjass                                        | Luca Enoch                                 | Cristiano Cucina           | Gianluca Pagliarani |
| 141 | settembre | Dragonero Magazine 2016    | L'universo in un tiro di dadi; la rosa, la pulce e altre meraviglie da Cinecittà; Roald Dahl | Finale di torneo                                                  | Luca Enoch                                 | Riccardo Latina            | Gianluca Pagliarani |
| 141 | settembre | Dragonero Magazine 2016    | L'universo in un tiro di dadi; la rosa, la pulce e altre meraviglie da Cinecittà; Roald Dahl | L'ombra e il baleno                                               | Antonio Serra                              | Giancarlo Alessandrini     | Gianluca Pagliarani |
| 142 | novembre  | Dampyr Magazine 2016       | Il Piccolo Popolo; Christopher Lee                                                           | Il Re della montagna                                              | Mauro Boselli                              | Paolo Bacilieri            | Luca Rossi          |
| 142 | novembre  | Dampyr Magazine 2016       | Il Piccolo Popolo; Christopher Lee                                                           | Rave Party                                                        | Maurizio Colombo                           | Nicola Genzianella         | Luca Rossi          |
| 142 | novembre  | Dampyr Magazine 2016       | Il Piccolo Popolo; Christopher Lee                                                           | La lente di diamante                                              | Mauro Boselli                              | Corrado Roi                | Luca Rossi          |

## 2017
| N.  | Mese      | Albo                       | Dossier                                                                                 | Titolo storia                    | Testi                                                                                                 | Disegni                                                       | Copertina           |
| --- | --------- | -------------------------- | --------------------------------------------------------------------------------------- | -------------------------------- | --- | ------------------------------------------------------------- | ------------------- |
| 143 | gennaio   | Tex Magazine 2017          | Bad Boys dal grilletto facile; Buffalo Bill; giovani eroi sulla via della giustizia     | Freedom Ranch                    | Antonio Zamberletti                                                                                   | Walter Venturi                                                | Claudio Villa       |
| 143 | gennaio   | Tex Magazine 2017          | Bad Boys dal grilletto facile; Buffalo Bill; giovani eroi sulla via della giustizia     | Terrore tra i boschi             | Chuck Dixon                                                                                           | Michele Rubini                                                | Claudio Villa       |
| 144 | marzo     | Dylan Dog Magazine 2017    | Vacanze finite in massacro; Scream Queens; pagliacci paurosi                            | Villa Serena                     | Alberto Ostini                                                                                        | Riccardo Torti                                                | Bruno Brindisi      |
| 144 | marzo     | Dylan Dog Magazine 2017    | Vacanze finite in massacro; Scream Queens; pagliacci paurosi                            | Il labirinto                     | Alberto Ostini                                                                                        | Giorgio Pontrelli                                             | Bruno Brindisi      |
| 145 | maggio    | Avventura Magazine         | Gallieno Ferri                                                                          | Zagor - La foresta degli agguati | Guido Nolitta                                                                                         | Gallieno Ferri                                                | Gallieno Ferri      |
| 145 | maggio    | Avventura Magazine         | Gallieno Ferri                                                                          | Mister No                        | Guido Nolitta                                                                                         | Gallieno Ferri                                                | Gallieno Ferri      |
| 146 | luglio    | Nathan Never Magazine 2017 | Le ragazze del domani; le protagoniste dell'immaginario fantascientifico; l'ibridazione | Giochi di guerra                 | Michele Medda, Antonio Serra e Bepi Vigna                                                             | Roberto De Angelis                                            | Germano Bonazzi     |
| 146 | luglio    | Nathan Never Magazine 2017 | Le ragazze del domani; le protagoniste dell'immaginario fantascientifico; l'ibridazione | La ladra                         | Antonio Serra                                                                                         | Giancarlo Olivares                                            | Germano Bonazzi     |
| 146 | luglio    | Nathan Never Magazine 2017 | Le ragazze del domani; le protagoniste dell'immaginario fantascientifico; l'ibridazione | I mille volti di Legs            | Michele Medda, Leo Ortolani, Alberto Ostini, Stefano Piani, Antonio Serra, Stefano Vietti, Bepi Vigna | Silvio Camboni, Giancarlo Olivares, Leo Ortolani, Vanna Vinci | Germano Bonazzi     |
| 147 | settembre | Avventura Magazine         | 100 anni di Galep una vita con Tex                                                      | Il Libro della Giungla           | Marcello Serra                                                                                        | Galep                                                         | Galep               |
| 147 | settembre | Avventura Magazine         | 100 anni di Galep una vita con Tex                                                      | Il giuramento del forzato        | Gianluigi Bonelli                                                                                     | Galep                                                         | Galep               |
| 147 | settembre | Avventura Magazine         | 100 anni di Galep una vita con Tex                                                      | Silver Bell                      | Gianluigi Bonelli                                                                                     | Galep                                                         | Galep               |
| 148 | novembre  | Dragonero Magazine 2017    | Tutto il fantasy targato Bonelli                                                        | Ritorno a casa                   | Stefano Vietti                                                                                        | Alex Massacci                                                 | Gianluca Pagliarani |
| 148 | novembre  | Dragonero Magazine 2017    | Tutto il fantasy targato Bonelli                                                        | La fanciulla rapita              | Stefano Vietti                                                                                        | Cristiano Cucina                                              | Gianluca Pagliarani |
| 148 | novembre  | Dragonero Magazine 2017    | Tutto il fantasy targato Bonelli                                                        | La spada del Buio                | Stefano Vietti                                                                                        | Fabrizio Galliccia                                            | Gianluca Pagliarani |

## 2018
| N.  | Mese      | Albo                                   | Dossier                                                 | Titolo storia         | Soggetto             | Sceneggiatura     | Disegni              | Copertina           |
| --- | --------- | -------------------------------------- | ------------------------------------------------------- | --------------------- | -------------------- | ----------------- | -------------------- | ------------------- |
| 149 | gennaio   | Tex Magazine 2018                      | Raccontare il West nelle sue mille forme                | Detenuto modello      | Diego Cajelli        | Tito Faraci       | Luca Vannini         | Claudio Villa       |
| 149 | gennaio   | Tex Magazine 2018                      | Raccontare il West nelle sue mille forme                | L'anima del guerriero | Luigi Mignacco       | Luigi Mignacco    | Giovanni Bruzzo      | Claudio Villa       |
| 150 | marzo     | Dylan Dog Magazine 2018                | Squali assassini; delitti in terza età; grandi epidemie | Il luogo oscuro       | Alberto Ostini       | Alberto Ostini    | Giulio Camagni       | Bruno Brindisi      |
| 150 | marzo     | Dylan Dog Magazine 2018                | Squali assassini; delitti in terza età; grandi epidemie | L'assenza             | Alberto Ostini       | Alberto Ostini    | Paolo Bacilieri      | Bruno Brindisi      |
| 151 | maggio    | Il Commissario Ricciardi Magazine 2018 | I segreti della saga del Commissario Ricciardi          | Dieci centesimi       | Maurizio de Giovanni | Sergio Brancato   | Daniele Bigliardo    | Daniele Bigliardo   |
| 151 | maggio    | Il Commissario Ricciardi Magazine 2018 | I segreti della saga del Commissario Ricciardi          | Partire e lasciare    | Maurizio de Giovanni | Paolo Terracciano | Alessandro Nespolino | Daniele Bigliardo   |
| 151 | maggio    | Il Commissario Ricciardi Magazine 2018 | I segreti della saga del Commissario Ricciardi          | Un mazzo di fiori     | Maurizio de Giovanni | Paolo Terracciano | Lucilla Stellato     | Daniele Bigliardo   |
| 151 | maggio    | Il Commissario Ricciardi Magazine 2018 | I segreti della saga del Commissario Ricciardi          | Febbre                | Maurizio de Giovanni | Claudio Falco     | Luigi Siniscalchi    | Daniele Bigliardo   |
| 152 | luglio    | Nathan Never Magazine 2018             | La Venezia del futuro                                   | Fantasmi a Venezia    | Antonio Serra        | Antonio Serra     | Roberto De Angelis   | Roberto De Angelis  |
| 153 | settembre | Tex Magazine 70 anni                   | 1948-2018 La grande avventura!                          | Il segreto di Lilyth  | Mauro Boselli        | Mauro Boselli     | Fabio Civitelli      | Claudio Villa       |
| 153 | settembre | Tex Magazine 70 anni                   | 1948-2018 La grande avventura!                          | Dinamite              | Mauro Boselli        | Mauro Boselli     | Maurizio Dotti       | Claudio Villa       |
| 154 | novembre  | Dragonero Magazine 2018                | Approfondimenti a tema fantasy                          | Tre tipi tosti        | Luca Enoch           | Luca Enoch        | Giancarlo Olivares   | Gianluca Pagliarani |
| 154 | novembre  | Dragonero Magazine 2018                | Approfondimenti a tema fantasy                          | Il ladro di Lashure   | Stefano Vietti       | Stefano Vietti    | Cristiano Cucina     | Gianluca Pagliarani |
| 154 | novembre  | Dragonero Magazine 2018                | Approfondimenti a tema fantasy                          | La spada del Buio     | Stefano Vietti       | Stefano Vietti    | Francesco Rizzato    | Gianluca Pagliarani |

## 2019
| N.  | Mese      | Albo                                   | Dossier                                                                                             | Titolo storia              | Soggetto             | Sceneggiatura                     | Disegni                                         | Copertina           |
| --- | --------- | -------------------------------------- | --------------------------------------------------------------------------------------------------- | -------------------------- | -------------------- | --------------------------------- | ----------------------------------------------- | ------------------- |
| 155 | gennaio   | Tex Magazine 2019                      | Raccontare il West nelle sue mille forme                                                            | Raccolto insanguinato      | Jacopo Rauch         | Jacopo Rauch                      | Alessandro Poli                                 | Claudio Villa       |
| 155 | gennaio   | Tex Magazine 2019                      | Raccontare il West nelle sue mille forme                                                            | Yukon Race                 | Giorgio Giusfredi    | Giorgio Giusfredi                 | Alfonso Font                                    | Claudio Villa       |
| 156 | marzo     | Dylan Dog Magazine 2019                | I fratelli Winchester; le divinità di H.P. Lovecraft; pianeti, comete, meteoriti...                 | Dal mio sangue             | Alberto Ostini       | Alberto Ostini                    | Giulio Camagni                                  | Bruno Brindisi      |
| 156 | marzo     | Dylan Dog Magazine 2019                | I fratelli Winchester; le divinità di H.P. Lovecraft; pianeti, comete, meteoriti...                 | La scacchiera di Dio       | Alberto Ostini       | Alberto Ostini                    | Giorgio Pontrelli                               | Bruno Brindisi      |
| 157 | maggio    | Il Commissario Ricciardi Magazine 2019 | L'adattamento a fumetti del Commissario Ricciardi e dei bastardi di Pizzofalcone                    | I vivi e i morti           | Maurizio de Giovanni | Sergio Brancato                   | Daniele Bigliardo                               | Daniele Bigliardo   |
| 157 | maggio    | Il Commissario Ricciardi Magazine 2019 | L'adattamento a fumetti del Commissario Ricciardi e dei bastardi di Pizzofalcone                    | Quando si dice il destino  | Maurizio de Giovanni | Claudio Falco                     | Lucilla Stellato                                | Daniele Bigliardo   |
| 157 | maggio    | Il Commissario Ricciardi Magazine 2019 | L'adattamento a fumetti del Commissario Ricciardi e dei bastardi di Pizzofalcone                    | L'ultimo passo di tango    | Maurizio de Giovanni | Paolo Terracciano                 | Alessandro Nespolino                            | Daniele Bigliardo   |
| 157 | maggio    | Il Commissario Ricciardi Magazine 2019 | L'adattamento a fumetti del Commissario Ricciardi e dei bastardi di Pizzofalcone                    | Mammarella                 | Maurizio de Giovanni | Claudio Falco                     | Luigi Siniscalchi                               | Daniele Bigliardo   |
| 157 | maggio    | Il Commissario Ricciardi Magazine 2019 | L'adattamento a fumetti del Commissario Ricciardi e dei bastardi di Pizzofalcone                    | I bastardi di Pizzofalcone | Maurizio de Giovanni | Claudio Falco e Paolo Terracciano | Fabiana Fiengo                                  | Daniele Bigliardo   |
| 158 | luglio    | Nathan Never Magazine 2019             | Amore tra esseri umani e intelligenze artificiali; viaggi sulla Luna nel cinema e nella letteratura | Cybermaster                | Bepi Vigna           | Bepi Vigna                        | Roberto De Angelis                              | Roberto De Angelis  |
| 159 | settembre | Avventura Magazine 2019                | Tex presenta i grandi eroi di G.L. Bonelli                                                          | L'isola del tesoro         | Gianluigi Bonelli    | Gianluigi Bonelli                 | Dino Battaglia                                  | Dino Battaglia      |
| 159 | settembre | Avventura Magazine 2019                | Tex presenta i grandi eroi di G.L. Bonelli                                                          | La saga di El Kid          | Gianluigi Bonelli    | Gianluigi Bonelli                 | Dino Battaglia                                  | Dino Battaglia      |
| 160 | novembre  | Dragonero Magazine 2019                | Maghi e magia; storia dei film di animazione fantastici                                             | Il monaco mago             | Luca Enoch           | Luca Enoch                        | Cristiano Cucina                                | Gianluca Pagliarani |
| 160 | novembre  | Dragonero Magazine 2019                | Maghi e magia; storia dei film di animazione fantastici                                             | Il potere del mago         | Stefano Vietti       | Stefano Vietti                    | Alex Massacci, Fabio Babich, Fabrizio Galliccia | Gianluca Pagliarani |

## 2020
| N.  | Mese      | Albo                                   | Dossier                                                                                 | Titolo storia             | Soggetto                                 | Sceneggiatura      | Disegni              | Copertina           |
| --- | --------- | -------------------------------------- | --------------------------------------------------------------------------------------- | ------------------------- | ---------------------------------------- | ------------------ | -------------------- | ------------------- |
| 161 | gennaio   | Tex Magazine 2020                      | Raccontare il West nelle sue mille forme                                                | Il ladro gentiluomo       | Luigi Mignacco                           | Luigi Mignacco     | Fabrizio Russo       | Claudio Villa       |
| 161 | gennaio   | Tex Magazine 2020                      | Raccontare il West nelle sue mille forme                                                | Il grande incontro        | Luigi Mignacco                           | Luigi Mignacco     | Maurizio Dotti       | Claudio Villa       |
| 162 | marzo     | Dylan Dog Magazine 2020                | Dracula; i cacciatori di mostri; l'uomo invisibile; i Warren                            | Sweet Little Doll         | Paola Barbato                            | Paola Barbato      | Giulio Camagni       | Bruno Brindisi      |
| 162 | marzo     | Dylan Dog Magazine 2020                | Dracula; i cacciatori di mostri; l'uomo invisibile; i Warren                            | I due padri               | Alberto Ostini                           | Alberto Ostini     | Paolo Bacilieri      | Bruno Brindisi      |
| 163 | maggio    | Il Commissario Ricciardi Magazine 2020 | Napoli                                                                                  | Il viaggio di una rosa    | Maurizio de Giovanni                     | Claudio Falco      | Luigi Siniscalchi    | Daniele Bigliardo   |
| 163 | maggio    | Il Commissario Ricciardi Magazine 2020 | Napoli                                                                                  | Il vento cambia           | Maurizio de Giovanni e Paolo Terracciano | Paolo Terracciano  | Alessandro Nespolino | Daniele Bigliardo   |
| 163 | maggio    | Il Commissario Ricciardi Magazine 2020 | Napoli                                                                                  | L'ultimo passo di tango   | Maurizio de Giovanni e Sergio Brancato   | Sergio Brancato    | Luigi Siniscalchi    | Daniele Bigliardo   |
| 163 | maggio    | Il Commissario Ricciardi Magazine 2020 | Napoli                                                                                  | Maggio                    | Maurizio de Giovanni                     | Claudio Falco      | Carmelo Zagaria      | Daniele Bigliardo   |
| 164 | luglio    | Nathan Never Magazine 2020             | Speciale Marte                                                                          | Il Pianeta Rosso          | Michele Medda                            | Michele Medda      | Germano Bonazzi      | Roberto De Angelis  |
| 164 | luglio    | Nathan Never Magazine 2020             | Speciale Marte                                                                          | Judok                     | Gianluigi Bonelli                        | Gianluigi Bonelli  | Giovanni Ticci       | Roberto De Angelis  |
| 164 | luglio    | Nathan Never Magazine 2020             | Speciale Marte                                                                          | Il flauto di Pan          | Sauro Pennacchioli                       | Sauro Pennacchioli | Claudio Villa        | Roberto De Angelis  |
| 165 | settembre | Avventura Magazine 2020                | Tex presenta i grandi eroi di G.L. Bonelli: Yuma Kid                                    | I due volti di Yuma Kid   | Gianluigi Bonelli                        | Gianluigi Bonelli  | Jorge Moliterni      | Claudio Villa       |
| 166 | novembre  | Dragonero Magazine 2020                | I nani; Re Artù; compagnie di ventura e soldati mercenari; grandi battaglie del fantasy | Il consiglio dei reggenti | Luca Enoch                               | Luca Enoch         | Luca Bonessi         | Gianluca Pagliarani |
| 166 | novembre  | Dragonero Magazine 2020                | I nani; Re Artù; compagnie di ventura e soldati mercenari; grandi battaglie del fantasy | Ghiaccio e fuoco          | Luca Enoch                               | Luca Enoch         | Vincenzo Riccardi    | Gianluca Pagliarani |
| 166 | novembre  | Dragonero Magazine 2020                | I nani; Re Artù; compagnie di ventura e soldati mercenari; grandi battaglie del fantasy | Il potere del mago        | Luca Enoch                               | Luca Enoch         | Cristiano Cucina     | Gianluca Pagliarani |

## 2021
| N.  | Mese      | Albo                                   | Dossier                                                                                            | Titolo storia                    | Soggetto                                 | Sceneggiatura     | Disegni                              | Copertina             |
| --- | --------- | -------------------------------------- | -------------------------------------------------------------------------------------------------- | -------------------------------- | ---------------------------------------- | ----------------- | ------------------------------------ | --------------------- |
| 167 | gennaio   | Tex Magazine 2021                      | Il suono di Ennio Morricone; le sentinelle del Nord-ovest; Jim Brandon; le notizie dalla Frontiera | Columbia River                   | Pasquale Ruju                            | Pasquale Ruju     | Mario Rossi                          | Claudio Villa         |
| 167 | gennaio   | Tex Magazine 2021                      | Il suono di Ennio Morricone; le sentinelle del Nord-ovest; Jim Brandon; le notizie dalla Frontiera | Giubba Rossa                     | Mauro Boselli                            | Mauro Boselli     | Stefano Biglia                       | Claudio Villa         |
| 168 | marzo     | Dylan Dog Magazine 2021                | I cartoni animati uccidono; in campagna è un'altra cosa!; tutte le strade portano a Lovecraft      | Il gioco                         | Paola Barbato                            | Paola Barbato     | Alessandro Baggi                     | Bruno Brindisi        |
| 168 | marzo     | Dylan Dog Magazine 2021                | I cartoni animati uccidono; in campagna è un'altra cosa!; tutte le strade portano a Lovecraft      | Charles non vuole andare         | Andrea Cavaletto                         | Andrea Cavaletto  | Franco Saudelli                      | Bruno Brindisi        |
| 169 | maggio    | Il Commissario Ricciardi Magazine 2021 | I bastardi di Pizzofalcone                                                                         | Lo spirito giusto                | Maurizio de Giovanni e Claudio Falco     | Claudio Falco     | Daniele Bigliardo                    | Daniele Bigliardo     |
| 169 | maggio    | Il Commissario Ricciardi Magazine 2021 | I bastardi di Pizzofalcone                                                                         | L'uomo senza nome                | Maurizio de Giovanni e Paolo Terracciano | Paolo Terracciano | Alessandro Nespolino                 | Daniele Bigliardo     |
| 169 | maggio    | Il Commissario Ricciardi Magazine 2021 | I bastardi di Pizzofalcone                                                                         | Canzone per Livia                | Sergio Brancato                          | Sergio Brancato   | Luigi Siniscalchi                    | Daniele Bigliardo     |
| 169 | maggio    | Il Commissario Ricciardi Magazine 2021 | I bastardi di Pizzofalcone                                                                         | Il segreto di Mina               | Maurizio de Giovanni                     | Sergio Brancato   | Carmelo Zagaria                      | Daniele Bigliardo     |
| 170 | luglio    | Nathan Never Magazine 2021             | Speciale Luna                                                                                      | Destinazione Luna                | Bepi Vigna                               | Bepi Vigna        | Sergio Giardo                        | Sergio Giardo         |
| 171 | settembre | Avventura Magazine 2021                | Tex presenta i grandi eroi di G.L. Bonelli: Rick Master                                            | Tutte le indagini di Rick Master | Gianluigi Bonelli                        | Gianluigi Bonelli | Guglielmo Letteri e Sergio Tarquinio | Claudio Villa         |
| 172 | novembre  | Zagor 60 Magazine                      | 1961-2021 La grande avventura!                                                                     | La palude di Mo-Hi-La            | Moreno Burattini                         | Moreno Burattini  | Arturo Lozzi                         | Alessandro Piccinelli |
| 172 | novembre  | Zagor 60 Magazine                      | 1961-2021 La grande avventura!                                                                     | Il bracciale di pelle            | Jacopo Rauch                             | Jacopo Rauch      | Walter Venturi                       | Alessandro Piccinelli |
| 172 | novembre  | Zagor 60 Magazine                      | 1961-2021 La grande avventura!                                                                     | L'avvoltoio                      | Guido Nolitta                            | Guido Nolitta     | Gallieno Ferri                       | Alessandro Piccinelli |

## 2022
| N.  | Mese      | Albo                                   | Dossier                                              | Titolo storia                        | Soggetto                                  | Sceneggiatura                             | Disegni                                             | Copertina              |
| --- | --------- | -------------------------------------- | ---------------------------------------------------- | ------------------------------------ | ----------------------------------------- | ----------------------------------------- | --------------------------------------------------- | ---------------------- |
| 173 | gennaio   | Tex Magazine 2022                      | Una nuova Frontiera; i dannati del Messico; Montales | Maverick Bunch                       | Carlo Monni                               | Pasquale Ruju                             | Fabio D'Agata                                       | Claudio Villa          |
| 173 | gennaio   | Tex Magazine 2022                      | Una nuova Frontiera; i dannati del Messico; Montales | Il ritorno del Desperado             | Mauro Boselli                             | Mauro Boselli                             | Maurizio Dotti                                      | Claudio Villa          |
| 174 | marzo     | Dylan Dog Magazine 2022                | Una luce nel buio                                    | Il faro                              | Giancarlo Marzano                         | Giancarlo Marzano                         | Montanari & Grassani                                | Bruno Brindisi         |
| 174 | marzo     | Dylan Dog Magazine 2022                | Una luce nel buio                                    | Come in uno specchio                 | Pasquale Ruju                             | Pasquale Ruju                             | Vito Rallo                                          | Bruno Brindisi         |
| 175 | maggio    | Il Commissario Ricciardi Magazine 2022 |                                                      | Bammenella 'e copp' 'e quartiere     | Claudio Falco                             | Claudio Falco                             | Luigi Siniscalchi                                   | Daniele Bigliardo      |
| 175 | maggio    | Il Commissario Ricciardi Magazine 2022 | Ponte Sebastiano, asservirvi...                      | Sergio Brancato                      | Sergio Brancato                           | Alessandro Nespolino                      |                                                     | Daniele Bigliardo      |
| 175 | maggio    | Il Commissario Ricciardi Magazine 2022 | Un caso senza importanza                             | Paolo Terracciano                    | Paolo Terracciano                         | Luigi Siniscalchi                         |                                                     | Daniele Bigliardo      |
| 175 | maggio    | Il Commissario Ricciardi Magazine 2022 | Noi siamo i "Bastardi"                               | Maurizio de Giovanni e Claudio Falco | Claudio Falco                             | Carmelo Zagaria                           |                                                     | Daniele Bigliardo      |
| 176 | luglio    | Dragonero il ribelle n. 33 bis         | ---                                                  | I dimenticati                        | Luca Barbieri, Luca Enoch, Stefano Vietti | Luca Barbieri, Luca Enoch, Stefano Vietti | Tommaso Bianchi, Luca Bulgheroni, Vincenzo Riccardi | Gianluca Pagliarani    |
| 177 | settembre | Avventura Magazine 2022                | Tex presenta i grandi eroi di G.L. Bonelli: I 3 Bill | I 3 Bill                             | Gianluigi Bonelli                         | Gianluigi Bonelli                         | Giovanni Benvenuti                                  | Vincenzo Monti         |
| 177 | settembre | Avventura Magazine 2022                | Tex presenta i grandi eroi di G.L. Bonelli: I 3 Bill | La pista rossa                       | Gianluigi Bonelli                         | Gianluigi Bonelli                         | Giovanni Benvenuti, Roy D'Amy                       | Vincenzo Monti         |
| 178 | novembre  | Martin Mystère Magazine 2022           | 1982-2022 La grande avventura!                       | Ci pensa Java                        | Carlo Recagno                             | Carlo Recagno                             | Alfredo Orlandi                                     | Giancarlo Alessandrini |
| 178 | novembre  | Martin Mystère Magazine 2022           | 1982-2022 La grande avventura!                       | Vent'anni di mysteri                 | Alfredo Castelli                          | Alfredo Castelli                          | Giancarlo Alessandrini                              | Giancarlo Alessandrini |
| 178 | novembre  | Martin Mystère Magazine 2022           | 1982-2022 La grande avventura!                       | La gatta di Schroedinger             | Alfredo Castelli                          | Alfredo Castelli                          | Marco Foderà                                        | Giancarlo Alessandrini |

## 2023
| N.  | Mese      | Albo                                               | Dossier                                                               | Titolo storia                        | Soggetto          | Sceneggiatura     | Disegni | Copertina           |
| --- | --------- | -------------------------------------------------- | --------------------------------------------------------------------- | ------------------------------------ | ----------------- | ----------------- | --- | ------------------- |
| 179 | gennaio   | Tex Magazine 2023                                  | Soprannaturale dell'epopea della Frontiera                            | Maverick Bunch                       | Jacopo Rauch      | Jacopo Rauch      | Corrado Mastantuono | Claudio Villa       |
| 179 | gennaio   | Tex Magazine 2023                                  | Soprannaturale dell'epopea della Frontiera                            | La strada del male                   | Mauro Boselli     | Mauro Boselli     | Gianluca e Raul Cestaro                                                                                                  | Claudio Villa       |
| 180 | marzo     | Avventura Magazine 2023                            | Tex presenta i grandi eroi di G.L. Bonelli: Tornano i 3 Bill          | Corsa tragica                        | Gianluigi Bonelli | Gianluigi Bonelli | Giovanni Benvenuti, Roy D'Amy                                                                                            | Roy D'Amy           |
| 180 | marzo     | Avventura Magazine 2023                            | Tex presenta i grandi eroi di G.L. Bonelli: Tornano i 3 Bill          | Il ritorno dei Tre Bill              | Gianluigi Bonelli | Gianluigi Bonelli | Studio D'Amy | Roy D'Amy           |
| 180 | marzo     | Avventura Magazine 2023                            | Tex presenta i grandi eroi di G.L. Bonelli: Tornano i 3 Bill          | Assassinio nel deserto               | Gianluigi Bonelli | Gianluigi Bonelli | Studio D'Amy | Roy D'Amy           |
| 181 | maggio    | Nathan Never Magazine 2023                         | Il cambiamento climatico                                              | Nathan Never. Uniti per il Pianeta   | Bepi Vigna        | Bepi Vigna        | Germano Bonazzi, Marco Foderà, Fabio Grimaldi                                                                            | Germano Bonazzi     |
| 181 | maggio    | Nathan Never Magazine 2023                         | Il cambiamento climatico                                              | Nathan Never. Per un futuro migliore | Bepi Vigna        | Bepi Vigna        | Ivan Fiorelli | Germano Bonazzi     |
| 181 | maggio    | Nathan Never Magazine 2023                         | Il cambiamento climatico                                              | Martin Mystère. Miniere & lattine    | Alfredo Castelli  | Alfredo Castelli  | Lucio Filippucci | Germano Bonazzi     |
| 181 | maggio    | Nathan Never Magazine 2023                         | Il cambiamento climatico                                              | Martin Mystère. Cielo di piombo      | Alfredo Castelli  | Alfredo Castelli  | Giancarlo Alessandrini                                                                                                   | Germano Bonazzi     |
| 181 | maggio    | Nathan Never Magazine 2023                         | Il cambiamento climatico                                              | Mister No. Programma LIFE            | Luigi Mignacco    | Luigi Mignacco    | Roberto Diso | Germano Bonazzi     |
| 182 | luglio    | Dylan Dog presenta l'enciclopedia della paura 2023 | F come Fantasma, M come Mito, S come Sirena                           | Ombre e nebbie                       | Alessandro Russo  | Alessandro Russo  | Luigi Siniscalchi | Fabrizio De Tommaso |
| 182 | luglio    | Dylan Dog presenta l'enciclopedia della paura 2023 | F come Fantasma, M come Mito, S come Sirena                           | Anime di pietra                      | Sveva Simeone     | Sveva Simeone     | Nicola Mari | Fabrizio De Tommaso |
| 182 | luglio    | Dylan Dog presenta l'enciclopedia della paura 2023 | F come Fantasma, M come Mito, S come Sirena                           | Il cacciatore                        | Dario Sicchio     | Dario Sicchio     | Corrado Roi | Fabrizio De Tommaso |
| 183 | settembre | Avventura Magazine 2023                            | Tex presenta i grandi eroi di G.L. Bonelli: i 3 Bill cavalcano ancora | Ai ferri corti                       | Gianluigi Bonelli | Gianluigi Bonelli | Studio D'Amy | Vincenzo Monti      |
| 183 | settembre | Avventura Magazine 2023                            | Tex presenta i grandi eroi di G.L. Bonelli: i 3 Bill cavalcano ancora | Tracce nel deserto                   | Gianluigi Bonelli | Gianluigi Bonelli | Studio D'Amy | Vincenzo Monti      |
| 184 | novembre  | Tex Magazine 75                                    | 1948-2023 Un altro straordinario traguardo!                           | La valle dell'ombra                  | Mauro Boselli     | Mauro Boselli     | Stefano Andreucci, Alessandro Bocci, Fabio Civitelli, Maurizio Dotti, Corrado Mastantuono, Michele Rubini, Claudio Villa | Claudio Villa       |
| 184 | novembre  | Tex Magazine 75                                    | 1948-2023 Un altro straordinario traguardo!                           | Un pittore nel West                  | Giorgio Giusfredi | Giorgio Giusfredi | Giovanni Ticci | Claudio Villa       |

## 2024
| N.  | Mese     | Albo                                               | Dossier                                                                | Titolo storia                | Soggetto                           | Sceneggiatura                      | Disegni                          | Copertina           |
| --- | -------- | -------------------------------------------------- | ---------------------------------------------------------------------- | ---------------------------- | ---------------------------------- | ---------------------------------- | -------------------------------- | ------------------- |
| 185 | gennaio  | Tex Magazine 2024                                  | Le ragazze dell'epopea della Frontiera, Eusebio, El Morisco, i vampiri | Le due prigioniere           | Pasquale Ruju                      | Pasquale Ruju                      | Franco Saudelli                  | Claudio Villa       |
| 185 | gennaio  | Tex Magazine 2024                                  | Le ragazze dell'epopea della Frontiera, Eusebio, El Morisco, i vampiri | Wampyr                       | Mauro Boselli                      | Mauro Boselli                      | Alessandro Bocci                 | Claudio Villa       |
| 186 | marzo    | Avventura Magazine 2024                            | Tex presenta i grandi eroi di G.L. Bonelli: La vendetta di Lobo Kid    | Lobo Kid                     | Gianluigi Bonelli                  | Gianluigi Bonelli                  | Loredano Ugolini                 | Franco Bignotti     |
| 186 | marzo    | Avventura Magazine 2024                            | Tex presenta i grandi eroi di G.L. Bonelli: La vendetta di Lobo Kid    | Il giorno della vendetta     | Gianluigi Bonelli e Glauco Verozzi | Gianluigi Bonelli e Glauco Verozzi | Loredano Ugolini                 | Franco Bignotti     |
| 186 | marzo    | Avventura Magazine 2024                            | Tex presenta i grandi eroi di G.L. Bonelli: La vendetta di Lobo Kid    | Il feticcio tragico          | Gianluigi Bonelli                  | Gianluigi Bonelli                  | Vittorio Colivo                  | Franco Bignotti     |
| 187 | maggio   | Nathan Never Magazine 2024                         | Asteroidi, meteore, meteoriti e comete                                 | Missione asteroidi           | Bepi Vigna                         | Bepi Vigna                         | Sergio Giardo                    | Claudio Villa       |
| 187 | maggio   | Nathan Never Magazine 2024                         | Asteroidi, meteore, meteoriti e comete                                 | Il giorno della meteora      | Vincenzo Beretta e Antonio Serra   | Vincenzo Beretta                   | Francesco Rizzato                | Claudio Villa       |
| 188 | luglio   | Dylan Dog presenta l'enciclopedia della paura 2024 | B come Buio, L come Licantropo, Z come Zombi                           | Le verità sepolte            | Claudio Chiaverotti                | Claudio Chiaverotti                | Piero Dall'Agnol e Renato Riccio | Fabrizio De Tommaso |
| 188 | luglio   | Dylan Dog presenta l'enciclopedia della paura 2024 | B come Buio, L come Licantropo, Z come Zombi                           | I denti della notte          | Bruno Enna                         | Bruno Enna                         | Fabiana Fiengo                   | Fabrizio De Tommaso |
| 188 | luglio   | Dylan Dog presenta l'enciclopedia della paura 2024 | B come Buio, L come Licantropo, Z come Zombi                           | Cadavere vivente             | Giancarlo Marzano                  | Giancarlo Marzano                  | Davide Furnò                     | Fabrizio De Tommaso |
| 189 | novembre | Avventura Magazine 2024                            | Tex presenta i grandi eroi di G.L. Bonelli: Kociss                     | Il rapimento di Piccola Luna | Gianluigi Bonelli                  | Gianluigi Bonelli                  | Emilio Uberti                    | Emilio Uberti       |
| 189 | novembre | Avventura Magazine 2024                            | Tex presenta i grandi eroi di G.L. Bonelli: Kociss                     | I rinnegati                  | Gianluigi Bonelli                  | Gianluigi Bonelli                  | Emilio Uberti                    | Emilio Uberti       |
| 189 | novembre | Avventura Magazine 2024                            | Tex presenta i grandi eroi di G.L. Bonelli: Kociss                     | Il Dio verde                 | Gianluigi Bonelli                  | Gianluigi Bonelli                  | Emilio Uberti                    | Emilio Uberti       |
| 189 | novembre | Avventura Magazine 2024                            | Tex presenta i grandi eroi di G.L. Bonelli: Kociss                     | Il tesoro sommerso           | Gianluigi Bonelli                  | Gianluigi Bonelli                  | Emilio Uberti                    | Emilio Uberti       |